# Nowa Wieś (gmina w województwie warszawskim)
Nowa Wieś – dawna gmina wiejska istniejąca do 1954 roku w woj. warszawskim. Nazwa gminy pochodzi od wsi Nowa Wieś, lecz siedzibą władz gminy były kolejno: Laski (II RP) i Murowanka (PRL).
Za Królestwa Polskiego gmina należała do powiatu górnokalwaryjskiego w guberni warszawskiej. W związku ze zniesieniem powiatu górnokalwaryjskiego w 1879 gminę przyłączono do powiatu grójeckiego w tejże guberni.
W okresie międzywojennym gmina Nowa Wieś należała do powiatu grójeckiego w woj. warszawskim. Po wojnie gmina zachowała przynależność administracyjną. 17 lipca 1946 roku część obszaru gminy Nowa Wieś (gromadę Olszany) przyłączono do gminy Jasieniec. Według stanu z dnia 1 lipca 1952 roku gmina składała się z 21 gromad.
Jednostka została zniesiona 29 września 1954 roku wraz z reformą wprowadzającą gromady w miejsce gmin. Po reaktywowaniu gmin z dniem 1 stycznia 1973 roku gminy Nowa Wieś nie przywrócono a jej dawny obszar wszedł w skład nowej gminy Warka.